# Regierung Glawtschew II
Die Regierung Glawtschew II bildete vom 27. August 2024 bis zum 16. Januar 2025 die Übergangsregierung von Bulgarien.
Sie war die 104. Regierung Bulgariens und wurde von Präsident Rumen Radew eingesetzt, nachdem die im Parlament vertretenen Parteien keine Regierungsmehrheit gefunden hatten und der vorherige Versuch, eine Übergangsregierung unter der stellvertretenden Vorsitzenden des Rechnungshofs Goriza Grantscharowa-Koscharewa wegen ihrer Beibehaltung des Innenministers Kalin Stojanow, gescheitert war. Im Allgemeinen war die Aufteilung des Ressorts gleich der Vorgängerregierung, Änderungen gab es im Innenministerium, wo Atanas Ilkow den in großer Kritik stehenden Kalin Stojanow ersetzte; im Außenministerium, welches bis dahin Glawtschew in Personalunion innegehabt hatte und im Ministerium für Verkehr und Kommunikation: Hier wurde Minister Gwosdejkow durch Krassimira Stojanowa ersetzt, nachdem es negative Schlagzeilen über die Bulgarischen Staatseisenbahnen gab (so mussten Passagiere einen Zug anschieben).

## Kabinettsmitglieder
| Amt                                                          | Bild | Name                         |
| ------------------------------------------------------------ | ---- | ---------------------------- |
| Ministerpräsident                                            |      | Dimitar Glawtschew           |
| Stellvertretende Ministerpräsidentin Ministerin für Finanzen |      | Ljudmila Petkowa             |
| Minister für Innere Angelegenheiten                          |      | Atanas Ilkow                 |
| Minister für auswärtige Angelegenheiten                      |      | Iwan Kondow                  |
| Minister der Verteidigung                                    |      | Atanas Saprjanow             |
| Minister für Wirtschaft und Industrie                        |      | Petko Nikolow                |
| Ministerin für Regionalentwicklung und öffentliche Arbeiten  |      | Wioleta Koritarowa-Kassabowa |
| Ministerin für Justiz                                        |      | Marija Pawlowa               |
| Minister für Verkehr und Kommunikation                       |      | Krassimira Stojanowa         |
| Minister für Arbeit und Sozialpolitik                        |      | Iwajlo Iwanow                |
| Ministerin der Gesundheit                                    |      | Galja Kondewa-Mankowa        |
| Minister für Bildung und Wissenschaft                        |      | Galin Zokow                  |
| Minister für Kultur                                          |      | Najden Todorow               |
| Minister für Landwirtschaft, Ernährung und Forsten           |      | Georgi Tachow                |
| Minister für Innovation und Wachstum                         |      | Rossen Karadimow             |
| Minister für E-Government                                    |      | Walentin Mundrow             |
| Minister für Energie                                         |      | Wladimir Malinow             |
| Minister für Tourismus                                       |      | Ewtim Miloschew              |
| Minister für Umwelt und Wasser                               |      | Petar Dimitrow               |
| Minister für Jugend und Sport                                |      | Georgi Gluschkow             |